# Spoetnikcrisis

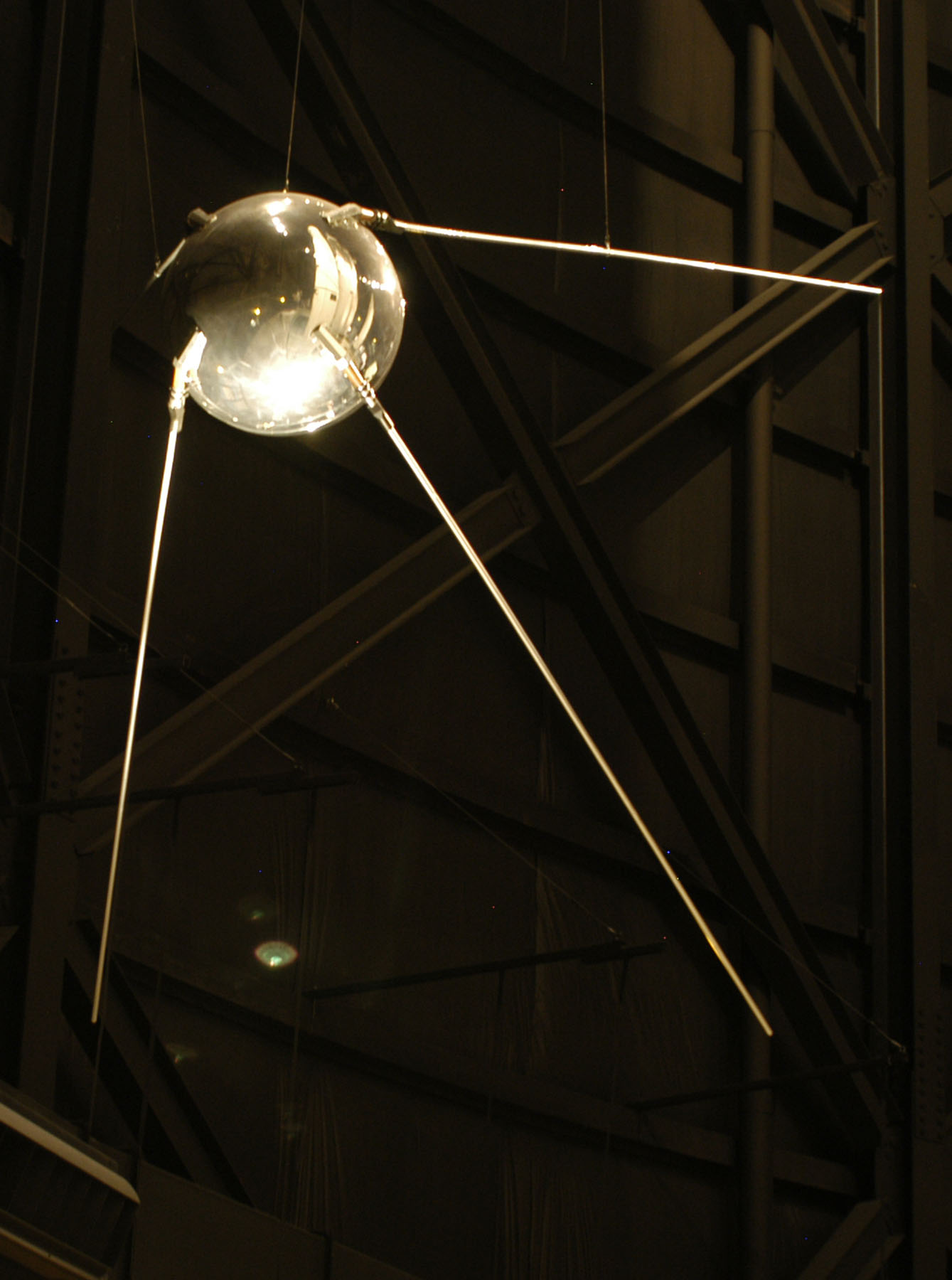
De Russische Spoetnik 1

De Spoetnikcrisis was een keerpunt in de Koude Oorlog dat veroorzaakt werd toen op 4 oktober 1957 de Sovjet-Unie de eerste kunstmatige satelliet, Spoetnik 1 lanceerde.
Tot die dag beschouwde de Verenigde Staten zich verreweg superieur vergeleken met de Sovjet-Unie, en geloofden dat ze ook op het gebied van de ruimtevaart en rakettechniek ver voorlagen. De lancering van de Spoetnik kwam als een psychologische schok voor de natie, en de Amerikanen voelden zich plotseling kwetsbaarder voor een nucleaire raketaanval door de Sovjet-Unie.
De schok werd nog verergerd door het spectaculair mislukken van twee pogingen om Vanguard raketten te lanceren.
De Spoetnikcrisis leidde tot een reeks maatregelen door de Amerikaanse regering om zijn superioriteit in de ruimtevaart en militaire technologie te herstellen.
- Binnen twee dagen werd de baan van Spoetnik 1 rond de aarde nauwkeurig bepaald
- De oprichting van de NASA in 1958 om een ambitieus ruimtevaartprogramma uit te voeren, dat leidde tot de ruimtewedloop met de Sovjet-Unie. Het begon met het Mercuryprogramma, opgevolgd door het Geminiprogramma en resulterend in het Apolloprogramma en de maanlanding waarmee de Verenigde Staten hun technologische superioriteit bewezen.
- Meer aandacht en geld voor de (bèta)wetenschappen, techniek en ruimtevaart
- Onderwijsprogramma's om een nieuwe generatie van ingenieurs op te leiden.
- Toename van regeringssteun voor wetenschappelijk onderzoek. Voor het jaar 1959 verhoogde het Amerikaanse Congres de steun aan de National Science Foundation (NSF) tot $134 miljoen, bijna $100 miljoen meer dan het jaar daarvoor. In 1968 was het budget van NSF meer dan $500 miljoen.
- Het programma om de vanaf onderzeeboten te lanceren Polarisraketten te ontwikkelen en in gebruik te nemen.
- President Kennedy kwam zijn verkiezingsbelofte na om het "rakettengat" met de Sovjet-Unie te dichten met het besluit om duizend Minutemanraketten te bouwen, veel meer intercontinentale ballistische raketten dan de Sovjet-Unie toen had.
- Het Advanced Research Projects Agency van het Amerikaanse ministerie van defensie nam het initiatief tot het ontwikkelen van het eerste computernetwerk in de geschiedenis. Dit netwerk, ARPANET genaamd, legde de grondslag voor de technologie van packet-switchingnetwerken, en was de voorloper van het tegenwoordige Internet.
- Voor het beheren van de genoemde gecompliceerde projecten werden nieuwe projectmanagement-technieken ontwikkeld, waaronder de Program Evaluation and Review Technique, kortweg PERT genoemd.
- Deze ontwikkeling leidde tot een grote groei in de micro-elektronica, waar onder meer het ontstaan van het internet en de huidige Amerikaanse wetenschappelijke en technische dominantie aan ontsproten zijn.